# 門齒鯰
門齒鯰為輻鰭魚綱鯰形目海鯰科的其中一種，分布於亞洲安達曼群島、泰國至印尼淡水、鹹水水域、海域，體長可達25公分，棲息在沿海、河口區及溪流，屬肉食性，以無脊椎動物及小魚等為食。